# Dino Ballarin
Dino Ballarin (* 23. September 1923 in Chioggia; † 4. Mai 1949 in Superga bei Turin) war ein italienischer Fußballspieler auf der Position des Torwarts.

## Laufbahn
Dino Ballarin verbrachte einen Teil seiner Jugend bei Rosolina Giovanile und anschließend bei seinem Heimatverein N.U.F. Chioggia. In mehreren Etappen gehörte er dem Kader von Clodia an und kam 1942 zur US Triestina. Seinen großen Karrieresprung machte er 1947, als er vom aktuellen italienischen Meister AC Turin verpflichtet wurde, bei dem auch sein in der Verteidigung spielender Bruder Aldo Ballarin tätig war. Dino Ballarin kam allerdings nicht am Stammtorhüter Valerio Bacigalupo vorbei und blieb beim „Grande Torino“ ohne Einsatz.
Gemeinsam mit seinem Bruder Aldo und nahezu dem gesamten Kader des AC Turin kam Dino Ballerin am 4. Mai 1949 beim Flugunfall von Superga ums Leben.